# 满洲国国徽
满洲国国徽为满洲国皇帝的皇室徽兰花御纹徽（兰花星），是大日本帝国扶持的满洲国的国家标志，仿效日本菊花御纹章采用皇室纹徽作为国家标志使用，启用于1934年（康德元年）4月25日。
兰花御纹徽中心由满洲国皇帝御用花——兰花花瓣构成，选用溥仪最喜爱的花种五瓣春兰花（学名：Cymbidium goeringii），兰花花瓣间饰以满洲国国花高粱花。高粱为满洲国内的常见农作物，亦广泛出现在满洲国的各类证章上。